# توماس أوركهارت
السير توماس أوركهارت (1611 - 1660) (بالإنجليزية: Sir Thomas Urquhart) كاتب ومُترجم إسكتلندي، اشتهر بترجمته لأعمال كاتب النهضة الفرنسية فرانسوا رابليه إلى اللغة الإنجليزية.
يُشاع أنه مات بسبب نوبة من الضحك بعد سماعه أن تشارلز الثاني قد استولى على العرش.

## روابط خارجية
- توماس أوركهارت على موقع الموسوعة البريطانية (الإنجليزية)
- توماس أوركهارت على موقع ميوزك برينز (الإنجليزية)
- توماس أوركهارت على موقع إن إن دي بي (الإنجليزية)